# リバティ・フレームス&レディーフレームス

リバティ・カラーのCUSAのロゴ

リバティ・フレームス（英: Liberty Flames）および リバティ・レディーフレームス（英: Liberty Lady Flames）は、アメリカ合衆国のリバティ大学のスポーツ競技チーム。NCAAディビジョンI所属。

## 競技チーム
| 男子スポーツ                            | 女子スポーツ       |
| --------------------------------------- | ------------------ |
| 野球                                    | ソフトボール       |
| バスケットボール                        | バスケットボール   |
| クロスカントリー                        | クロスカントリー   |
| フットボール                            | ラクロス           |
| ゴルフ                                  | フィールドホッケー |
| サッカー                                | サッカー           |
| テニス                                  | テニス             |
| 陸上†                                   | 陸上†              |
|                                         | 水泳・飛込         |
|                                         | ビーチバレーボール |
| †屋外競技チームと室内競技チームがある。 |                    |